# Janthecla aurora
Janthecla aurora is een vlinder uit de familie van de Lycaenidae. De wetenschappelijke naam van de soort werd als Thecla aurora in 1907 gepubliceerd door Hamilton Herbert Druce.